# Michelle Carter

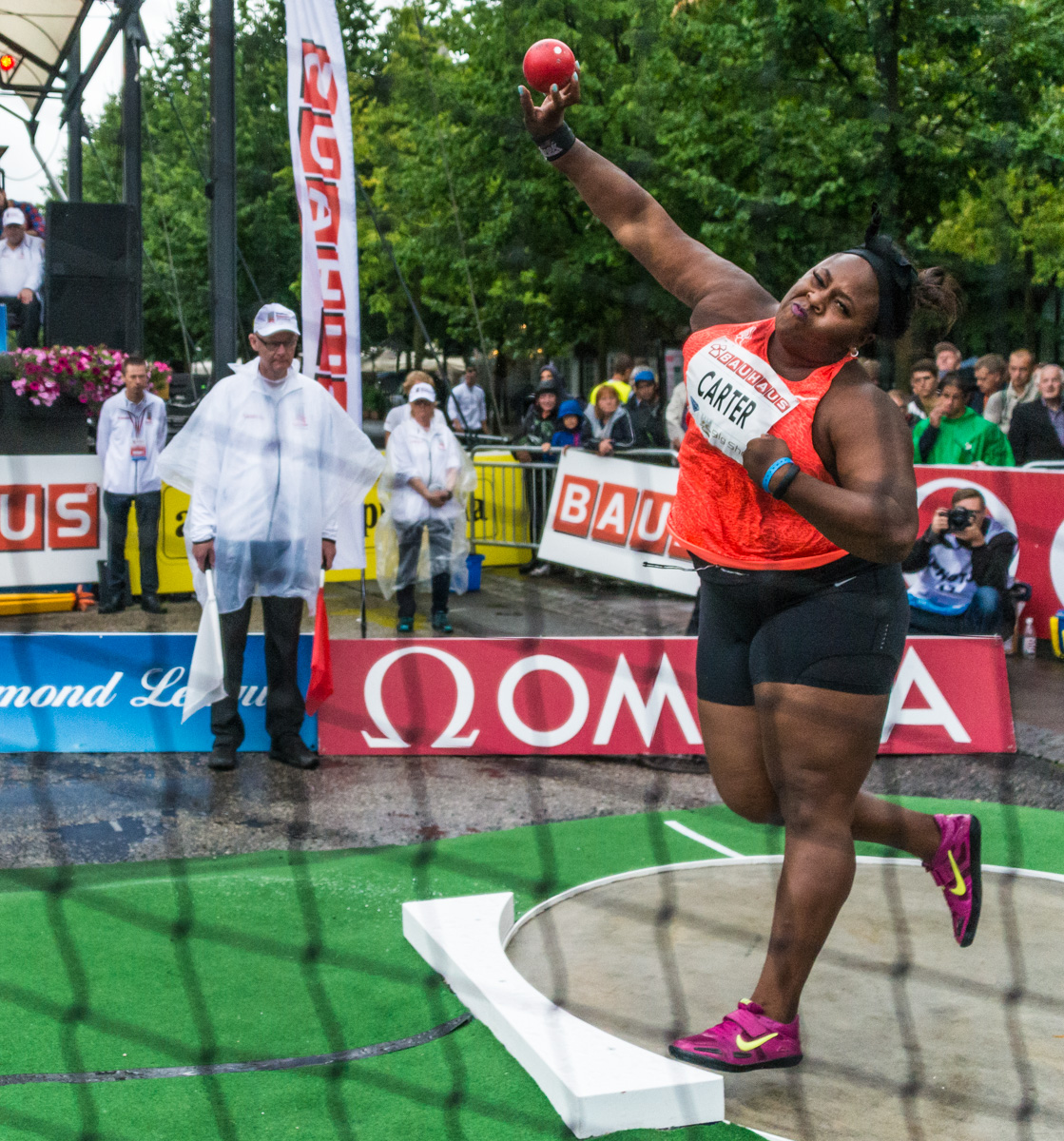
Michelle Carter i Kungsträdgården i Stockholm i juli 2015 under Diamond League-/Bauhaus-Galan.

Michelle Carter, född 12 oktober 1985 i San Jose, Kalifornien, är en amerikansk friidrottare och olympisk mästarinna i kulstötning. 